# Глейхен-Руссвурм, Эмили фон
Баронесса Эмили Фридерика Генриетта фон Глейхен-Руссвурм (нем. Emilie Friederike Henriette von Gleichen-Rußwurm; урождённая Эмили Генриетта Луиза фон Шиллер; 25 июля 1804, Йена — 25 ноября 1872, Замок Графенштайн, Боннланд, Бавария) — дочь знаменитого поэта и драматурга Фридриха Шиллера.

## Биография
Эмили Генриетта Луиза фон Шиллер родилась 25 июля 1804 года в Йене, будучи четвёртым и младшим ребёнком в семье поэта Фридриха Шиллера (1759—1805) и его жены Шарлотты фон Шиллер (урождённой фон Ленгефельд; 1766—1826). У неё было два старших брата: Карл фон Шиллер (1793—1857), Эрнст фон Шиллер (1796—1841), и сестра Каролина фон Шиллер (в замужестве Жюно; 1799—1850).  Её дедушкой и бабушкой по отцовской линии были офицер и ботаник Иоганн Каспар Шиллер (1723—1796) и Элизабет Доротея Шиллер (1732—1802), а дедом по материнской линии был мастер-лесовод и пионер лесной науки Карл Кристоф фон Ленгефельд (1715—1775), а бабушкой по материнской линии была придворная дама князей Шварцбурга-Рудольштадта Луиза фон Ленгефельд (урождённая фон Вурмб; 1743—1823), её бабушка по материнской линии происходила из дворянской семьи Вурмб и была сестрой ботаника Фридриха фон Вурмба (1742—1781).
Среди её дядь и тёть были Элизабет Кристофина Фридерика Шиллер (1757—1847), которая впоследствии стала художницей и была замужем за библиотекарем и лингвистом Вильгельмом Фридрихом Германом Рейнвальдом (1737—1815), Луиза Доротея Катарина Шиллер (1766—1836), которая была замужем за пастором Иоганном Готлибом Франком (1760—1834) и писательница Каролина фон Вольцоген (1763—1847).
В возрасте десяти месяцев Эмили фон Шиллер потеряла своего отца и осталась жить со своей овдовевшей матерью Шарлоттой в Веймаре. Некоторое время она жила в Берлине у Вильгельма фон Гумбольдта с 1827 по 1828 год.
В 1828 году Эмили фон Шиллер вышла замуж за баварского камергера и барона Адальберта фон Глейхена-Руссвурма (1803—1887), в браке у них родился сын Людвиг фон Глейхен-Руссвурм (1836—1901), который впоследствии стал художником и гравёром немецкого импрессионизма.
Эмили фон Глейхен-Руссвурм пережила всех своих братьев и сестёр, в последние годы своей жизни она была уже полуслепой, умерла 25 ноября 1872 года в замке Графенштайн, её муж умер спустя 15 лет в 1887 году.

## Семья
В браке Адальберт фон Глейхен-Руссвурм и Эмили фон Глейхен-Руссвурм имели всего лишь одного сына Людвига (1836—1901), который стал художником и гравёром и был отцом писателя, редактора, переводчика и философа Александра фон Глейхена-Руссвурма (1865—1947).

## Творчество
Эмили фон Глейхен-Руссвурм сделала себе имя, опубликовав ценные и проницательные материалы об истории их жизни своих родителей Фридриха и Шарлотты Шиллеров.
- Переписка Шиллера и Лотте 1788-1789 гг. (Штутгарт, 1856)
- Отношения Шиллера с родителями, братьями и сёстрами и семьёй фон Вольцоген (1859)
- Шарлотта фон Шиллер и её друзья (1860—1865, 3 тома)
- Календарь Шиллера, фрагмент дневника (1865)
- Драматические наброски Шиллера (1867)
- Переписка Шиллера с его сестрой Кристофиной и зятем Рейнвальдом (После её смерти редактор Венделин фон Мальцан, Лейпциг, 1875)